# بکویت (ویرجینیای غربی)
بکویت (به انگلیسی: Beckwith) یک منطقهٔ مسکونی در ایالات متحده آمریکا است که در شهرستان فایت، ویرجینیای غربی واقع شده‌است. بکویت ۳۶۳٫۰۲ متر بالاتر از سطح دریا واقع شده‌است.